# 12 Andromedae
Désignations
12 Andromedae (en abrégé 12 And) est une étoile de la constellation d'Andromède. 12 Andromedae est sa désignation de Flamsteed, qui est tirée du catalogue d'étoiles de l'astronome anglais John Flamsteed publié pour la première fois en 1712. Elle a une magnitude apparente de 5,87, ce qui signifie qu'elle n'est visible à l'œil nu que dans de bonnes conditions de vision. L'étoile présente une parallaxe annuelle de 23,78 mas mesurée par le satellite Gaia, ce qui permet d'en déduire qu'elle est distante de ∼ 137,2 a.l. (∼ 42,1 pc) de la Terre. Elle se rapproche du Système solaire avec une vitesse radiale de −10,5 km/s.

## Propriétés physiques
12 Andromedae est une étoile jaune-blanc de la séquence principale de type spectral F5 V. Elle a environ 2,5 milliards d'années et tourne sur elle-même à une vitesse de rotation projetée de 12 km/s. L'abondance de fer est similaire à celle du Soleil. Elle a une masse estimée à 1,25 fois la masse du Soleil et rayonne un peu plus de 7 fois la luminosité du Soleil à partir de sa photosphère avec une température effective d'environ 6 454 K.